# Pseudeustrotia macrosema
Pseudeustrotia macrosema là một loài bướm đêm trong họ Noctuidae.